# Marmolata
Die Marmolata (italienisch Marmolada, ladinisch Marmoleda, der Name soll von der Ähnlichkeit des Felsens mit Marmor herrühren) ist der höchste Berg der Dolomiten und Teil der Marmolatagruppe. Die Marmolata ist ein westöstlich verlaufender Gratrücken, der von der Punta Penia (3343 m s.l.m.) über die Punta Rocca (3309 m s.l.m.) und die Punta Ombretta (3230 m s.l.m.) zum Pizzo Serauta (3035 m s.l.m.) und der Punta Serauta (3069 m s.l.m.) führt. Dieser Gratrücken bricht nach Süden in einer geschlossenen, zwei Kilometer breiten und bis zu 800 Meter hohen Steilwand ins Ombrettatal ab. Die auf der Nordseite zum Passo Fedaia vergleichsweise sanft abfallende Flanke trägt den einzigen größeren Gletscher der Dolomiten (Ghiacciaio della Marmolada). Über den Gratrücken zwischen Punta Penia und Punta Rocca verläuft die Grenze zwischen dem Trentino und der Region Venetien. Die Punta Penia als höchste Erhebung der Marmolata liegt in der Provinz Trient, die Punta Rocca in der Provinz Belluno.

## Zur Geschichte der Marmolata

### Die Sage vom Marmolatagletscher
Eine Südtiroler Sage erklärt (ätiologisch) den Ursprung des Marmolatagletschers so: Ursprünglich gab es auf der Marmolata kein Eis und Schnee, sondern fruchtbare Almen und Wiesen. Vor einem Marienfeiertag im August unterbrachen die Bauern wie üblich die Heuernte und gingen ins Tal, um in die Kirche zu gehen. Doch zweien war die gebotene Feiertagsruhe gleichgültig, sie arbeiteten den ganzen Feiertag durch, um ihr Heu noch trocken in die Heuschober zu bringen. Tatsächlich fing es auch gleich an zu schneien. Doch es schneite immer weiter und hörte gar nicht mehr auf, bis schließlich die ganze Marmolata von einem Gletscher bedeckt war.
Eine andere Version berichtet von einer gottlosen Gräfin, welche die Bauern zur Heuarbeit gezwungen hatte. Während sich die Bauern retten konnten, wurde die Gräfin samt Gesinde von den Schneemassen begraben.

### Die Besteigungsgeschichte bis 1914

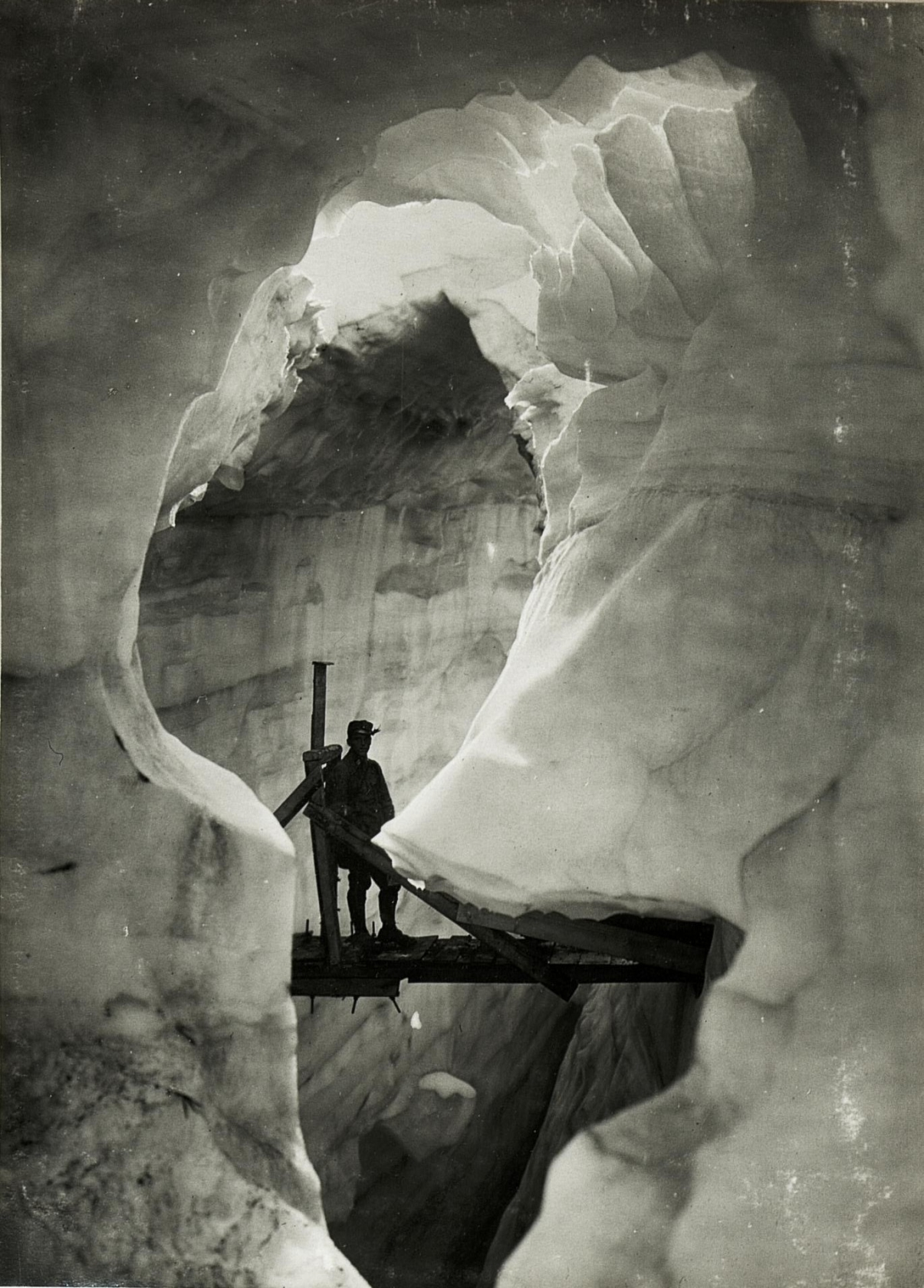
Der Marmolatagletscher im Ersten Weltkrieg

Am 3. August 1802 erreichten drei Priester (Don Giovanni Costadedòi, Don Giuseppe Terza, Don Tommaso Pezzei), ein Chirurg (Hauser) und ein bischöflicher Richter (Peristi) vom Passo Fedaia aus den Höhenkamm bei der Punta Rocca. Beim Abstieg verlor die Gruppe Don Giuseppe Terza vermutlich durch Spaltensturz. Ein Unfall, der dem Aberglauben neue Nahrung gab, was dazu beigetragen haben mag, dass erst 50 Jahre später ein neuer Besteigungsversuch unternommen wurde. Diesmal waren es drei Priester aus dem Bereich Agordo (Don Pietro Munga, Don Alessio Marmolada, Don Lorenzo Nikolai) und der 17-jährige Adelsspross Gian Antonio De Manzoni. Als Führer der Gruppe wurde der bergerfahrene „Führer“ Pellegrino Pellegrini engagiert, der vom Gämsjäger Gasparo de Pian begleitet wurde. Diese Sechsergruppe stieg am 25. August 1856 vom Passo Fedaia, mit einfachen Steigeisen ausgerüstet, über den Gletscher zum Grat an und bezeichnete sich als Erstbesteiger, obwohl ihr Bericht keinen Nachweis enthält, dass man die Punta Rocca tatsächlich bestiegen hatte.
1860 bezeichnete sich John Ball (mit dem Führer Victor Tairraz und John Birkbeck) ebenfalls als Erstersteiger der Marmolata, was jedoch widerlegt wurde.
Tatsächlich wurde die Punta Rocca erst im Juli 1862 vom Wiener Bergsteiger und Gründungsmitglied des Österreichischen Alpenvereins Paul Grohmann auf der Nordroute bestiegen. Er fand weder auf dem kurzen, schwierigen, Gipfelgrat noch auf dem Gipfel Besteigungsspuren. Die um 35 Meter höhere Punta Penia wurde am 28. September 1864 ebenfalls von Paul Grohmann gemeinsam mit den beiden Bergführern Angelo und Fulgenzio Dimai bestiegen. In den 1880er Jahren nahm das Dolomitenbergsteigen einen gewaltigen Aufschwung, was zur Errichtung von Schutzhütten am Fedaiasattel (Sektion Bamberg des DuOeAV) und beim Ombrettapass (Contrinhaus der Sektion Nürnberg des DuOeAV) führte. Die Sektion Nürnberg bemühte sich auch um einen relativ einfach zu begehenden Weg auf die Punta Penia und finanzierte die Versicherung des Westgrates, der von Hans Seyffert, Eugen Dittmann mit Führer Luigi Rizzi am 21. Juli 1898 erstbestiegen wurde. Der sehr beliebte, exponierte Klettersteig wurde am 5. August 1903 eröffnet.
Den ersten Weg durch die Südwand (Schwierigkeitsgrad II) fanden die Bergführer Cesare Tomè, Santo De Toni und ihr Begleiter Luigi Farenza am 21. August 1897 mit Hilfe einer Schlucht. Den Grat erreichten sie allerdings zwei Kilometer östlich des Hauptgipfels. Die erste Südwandroute auf die Punta Penia, die heute als „Via Classica“ (Schwierigkeitsgrad IV) bekannt ist, wurde am 1. Juni 1901 von den Bergführern Michele Bettega, Bortolo Zagonel und der Britin Beatrice Tomasson eröffnet.

### Die Marmolata und der Erste Weltkrieg
Die Marmolata war im Ersten Weltkrieg als Grenzberg zwischen Österreich-Ungarn und dem Königreich Italien Frontgebiet. Die österreichischen Stellungen verliefen vom Passo Fedaia über den Sasso Undici zur Forcella Serauta und weiter entlang des Kammes nach Westen. Die italienischen Stellungen befanden sich ostwärts bzw. südlich davon. Die Italiener bemühten sich vor allem entlang des Grates Richtung Punta Rocca vorzudringen, was jedoch auch unter Einsatz von Sprengstollen nicht gelang. Um den Nachschub zu den Stellungen am Kamm sicherzustellen, gruben bzw. sprengten die Österreicher Stollen in den Gletscher, die neben der Versorgung auch Unterkunftszwecken dienten; sie schufen eine „Eisstadt“.
In Zusammenhang mit diesen Kampfhandlungen steht auch das größte Lawinenunglück der Alpingeschichte. Am 13. Dezember 1916 verschüttete eine Nassschneelawine das westlich des Fedaiapasses gelegene österreichische Reservelager Gran Poz, wobei an die 300 Soldaten starben (→ Lawinenkatastrophe vom 13. Dezember 1916).
Am 26. September 1917 zündeten die österreichisch-ungarischen Truppen 1,25 Tonnen Sprengstoff. Durch den dadurch ausgelösten Felssturz starben 15 italienische Soldaten. Am 24. Oktober zündeten die italienischen Truppen 450 kg und am 29. Oktober 1000 kg Sprengstoff. Dadurch stürzten Eisstollen ein, was allerdings keine Opfer verursachte. Am 3. November 1917 zündeten die Italiener eine unbekannte Menge Sprengstoff und brachten Eisstollen zum Einsturz.

### Die Erschließung ab 1918
Nach dem Krieg schreiben vom 8. bis 9. September 1929 Luigi Micheluzzi, Roberto Perathoner und Demetrio Christomannos mit der Ersteigung des Südpfeilers der Punta Penia (VI) Alpingeschichte. Sie hatten lediglich ein Hanfseil mit und schlugen ganze sieben Haken. Bezüglich der korrekten Besteigung tauchten allerdings Zweifel auf. Jedenfalls bezeichneten einige Nachbegeher (Fritz Kasparek, Hans Steger) diesen Weg als den schwierigsten ihrer Kletterlaufbahn, vor dem Zweiten Weltkrieg wird er lediglich sieben Mal begangen. Mit der Südwestwand der Punta Penia (VI+) durch Gino Soldà und Umberto Conforto und vor allem mit der ebenfalls 1936 durch die von Batista Vinatzer und Ettore Castiglioni erstiegene Südwand der Punta di Rocca (VI+) kamen noch vor dem Zweiten Weltkrieg hervorragende Routen dazu. Die Vinatzerführe trug lange Zeit den Ruf der schwierigsten Dolomitenführe. Nach dem Krieg trugen sich mit Armando Aste, Toni Egger, Claudio Barbier, Walter Philipp und Georges Livanos Spitzen des Nachkriegsbergsteigens in die Liste der Erstbegeher ein. In den 1980er-Jahren sollte sich zeigen, dass die schon beendet erschienene Erschließung durch die Freikletterbewegung neue Impulse erhielt. Eine neue Generation eroberte die Silberplatten, wobei vor allem Heinz Mariacher Pionierarbeit leistete. Bekannt wurde auch der Weg durch den Fisch (IX-, 1220 m), den die tschechischen Bergsteiger Igor Koller und Indřich Šustr erstbegingen. Diese Route gilt als eine der anspruchsvollsten und längsten Routen weltweit. 2007 gelang dem Tiroler Hansjörg Auer eine Free-Solo-Begehung.

### Tourismus heute

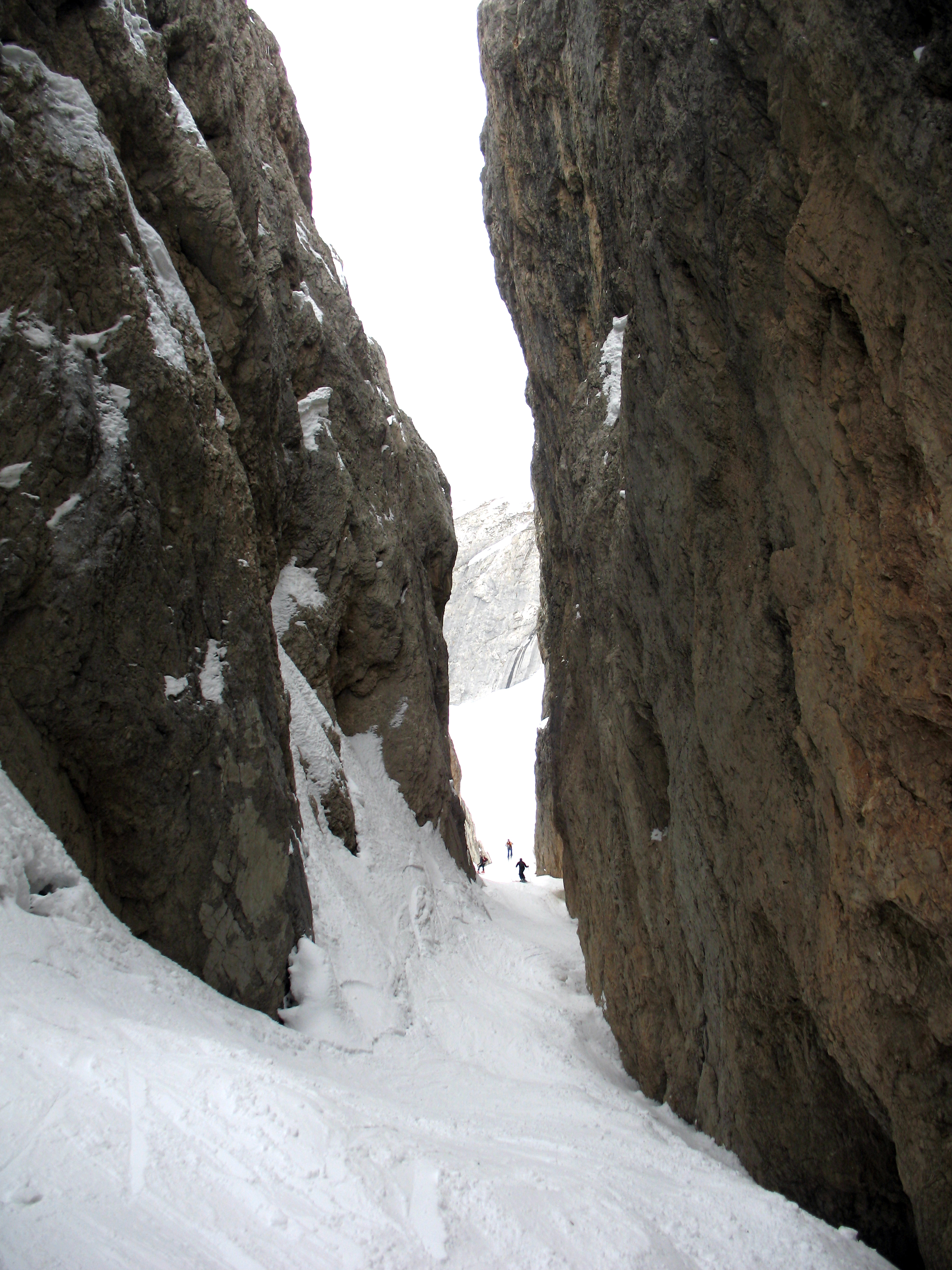
Skifahrt durch die Schlucht am Nordwesthang

Über die Westseite des Gletschers verläuft der anspruchsvollste Teil des sogenannten Dolomiten-Höhenweges Nr. 2. Auf die Punta Penia führt ein Klettersteig mit der Schwierigkeits-Bewertung B vom Contrinhaus auf der Südseite via Marmolatascharte und Westgrat (daher der Name Westgrat-Klettersteig). Der Klettersteig trägt auch den Namen Hans-Seyffert-Weg. Eine sehr eindrucksvolle Bergtour führt am Fuß der Marmolata-Südwand von Malga Ciapela über den Passo Ombretta und das Contrinhaus nach Alba bei Canazei.
Auf die Marmolata führt auch eine Seilbahn; die in den Jahren 2004 und 2005 erneuerte Anlage führt in drei Abschnitten von Malga Ciapela (1467 m s.l.m.) über die Stationen Banc/Coston d’Antermoia (2350 m) und Serauta (2950 m) auf die Punta Rocca genannte Bergstation (3265 m), von der man den Marmolata-Nebengipfel Punta Rocca (3309 m) in einer halben Stunde erreichen kann. Das in die Seilbahnstation Serauta integrierte Kriegsmuseum in 2950 m Seehöhe ist das wohl höchstgelegene Museum Europas. Von der Bergstation Punta Rocca lässt sich durch einen Stollen unschwer das kleine Felsheiligtum Madonna della Neve erreichen, das Papst Johannes Paul II. bei einem Besuch persönlich konsekriert hat.
Eine der längsten Skiabfahrten der Alpen, die Bellunese, ist ca. 12 km lang. Sie führt von der Punta Rocca 1900 Höhenmeter bergab über den Passo Fedaia zur Malga Ciapela.
Bis 2006 wurde der Marmolata-Gletscher als Sommerskigebiet genutzt. Der Betrieb musste aufgrund des Gletscherschwundes im darauffolgenden Jahr eingestellt werden. Bis zum Jahr 2008 gab es eine weitere Liftkette von der Passhöhe des Fedaiapasses zur Punta Serauta. 2008 wurde der Schlepplift stillgelegt; 2012 brannte die Talstation der Sesselbahn auf der Passhöhe nieder und wurde seitdem nicht wieder aufgebaut. Die hierdurch stark verminderte Kapazität und der große Andrang führen oft zu langen Wartezeiten (eine Stunde und mehr) bei der Talstation der nun einzigen Seilbahn auf die Marmolata in Malga Ciapela.

#### Gletschersturz 2022

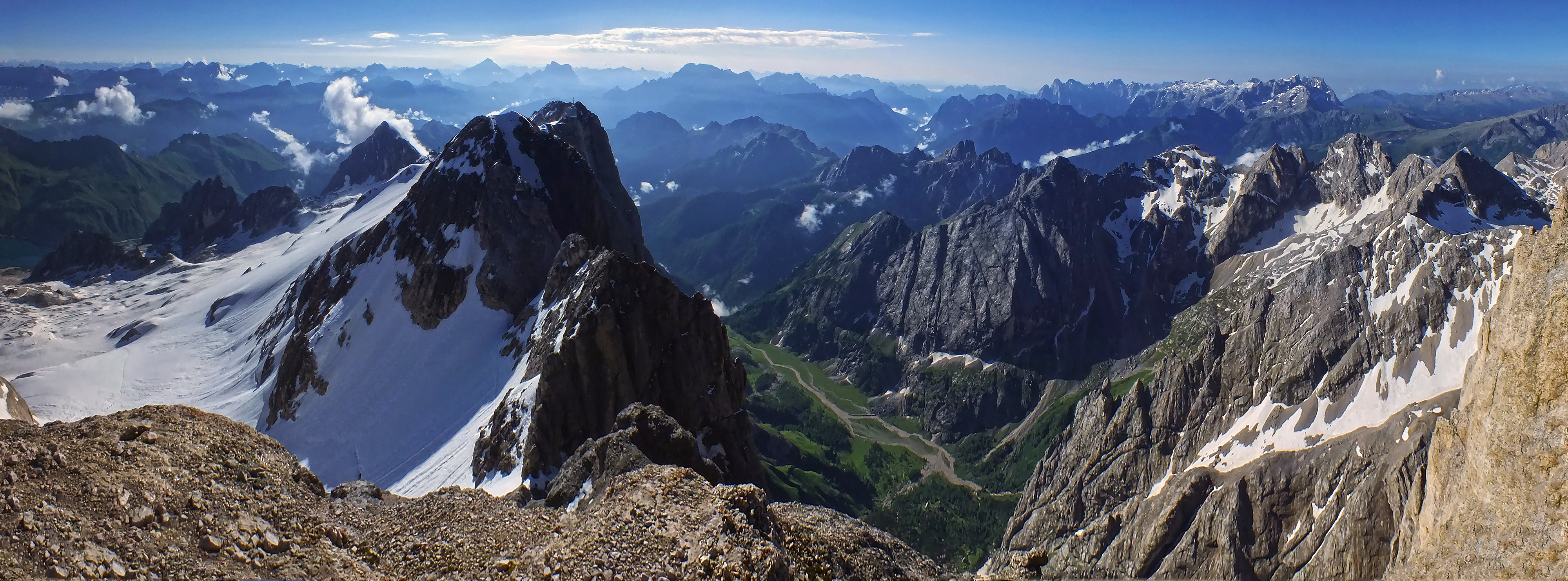
Ausblick von der Punta Penia auf den Punta Rocca-Gipfel mit Gletscher im Jahr 2016

Am 3. Juli 2022 kam es zu einem Gletschersturz am Gipfelgletscher der Punta Rocca. Wohl aufgrund außergewöhnlich hoher Temperaturen und eindringenden Wassers riss ein Eisblock auf etwa 200 Meter Breite ab, die Eis- und Gesteinsmassen stürzten auf die darunterliegende Normalroute zur Punta Penia, auf der zu diesem Zeitpunkt mehrere Seilschaften unterwegs waren. Zahlreiche Tote und Vermisste waren die Folge. Als Auslöser wurde der Klimawandel gesehen: Nach einem warmen und niederschlagsarmen Winter habe sich im folgenden Sommer Schmelzwasser unter dem Gletschereis gesammelt und dessen Haftung reduziert.

### Schutzhütten im Marmolata-Gebiet
- Rifugio Contrin (2016 m, A.N.A., traditionsreiches Haus südwestlich der Marmolata-Südwand)
- Rifugio Falier (2074 m, CAI, am Fuß der Marmolata-Südwand im Val Ombretta)
- Bivacco Marco Dal Bianco (2727 m, Biwakschachtel am Passo Ombretta)
- Capanna Punta Penia (3340 m, privat, kleine Schutzhütte in Gipfelnähe)

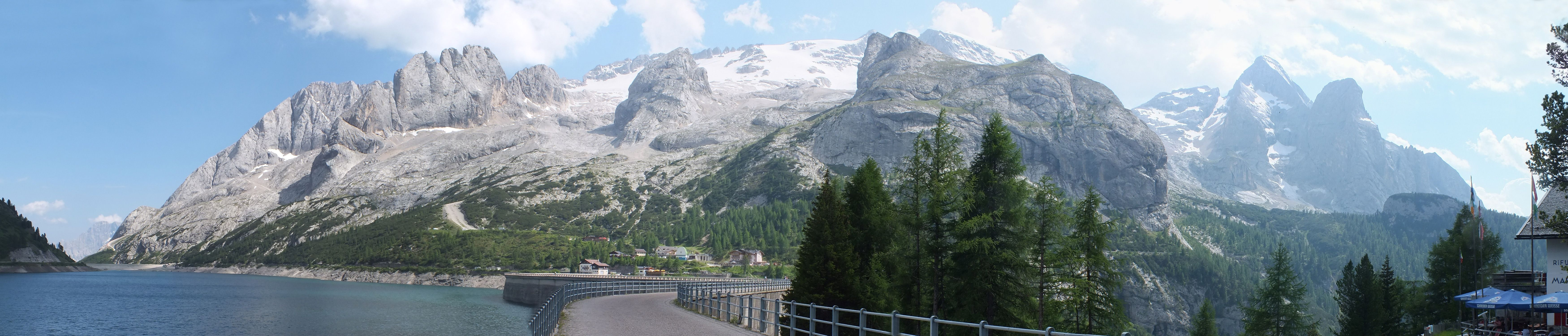
150°-Panorama der Marmolata von Norden mit dem Fedaia-Stausee

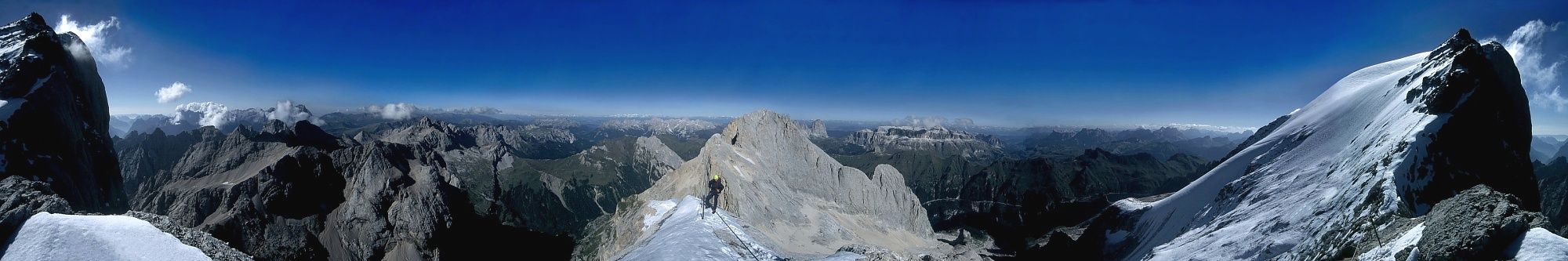
360°-Panorama vom Westgrat der Marmolata. Links und rechts Punta Penia, am Horizont Palagruppe, Latemar, Rosengarten, Langkofel, Sella und Ampezzaner Dolomiten.

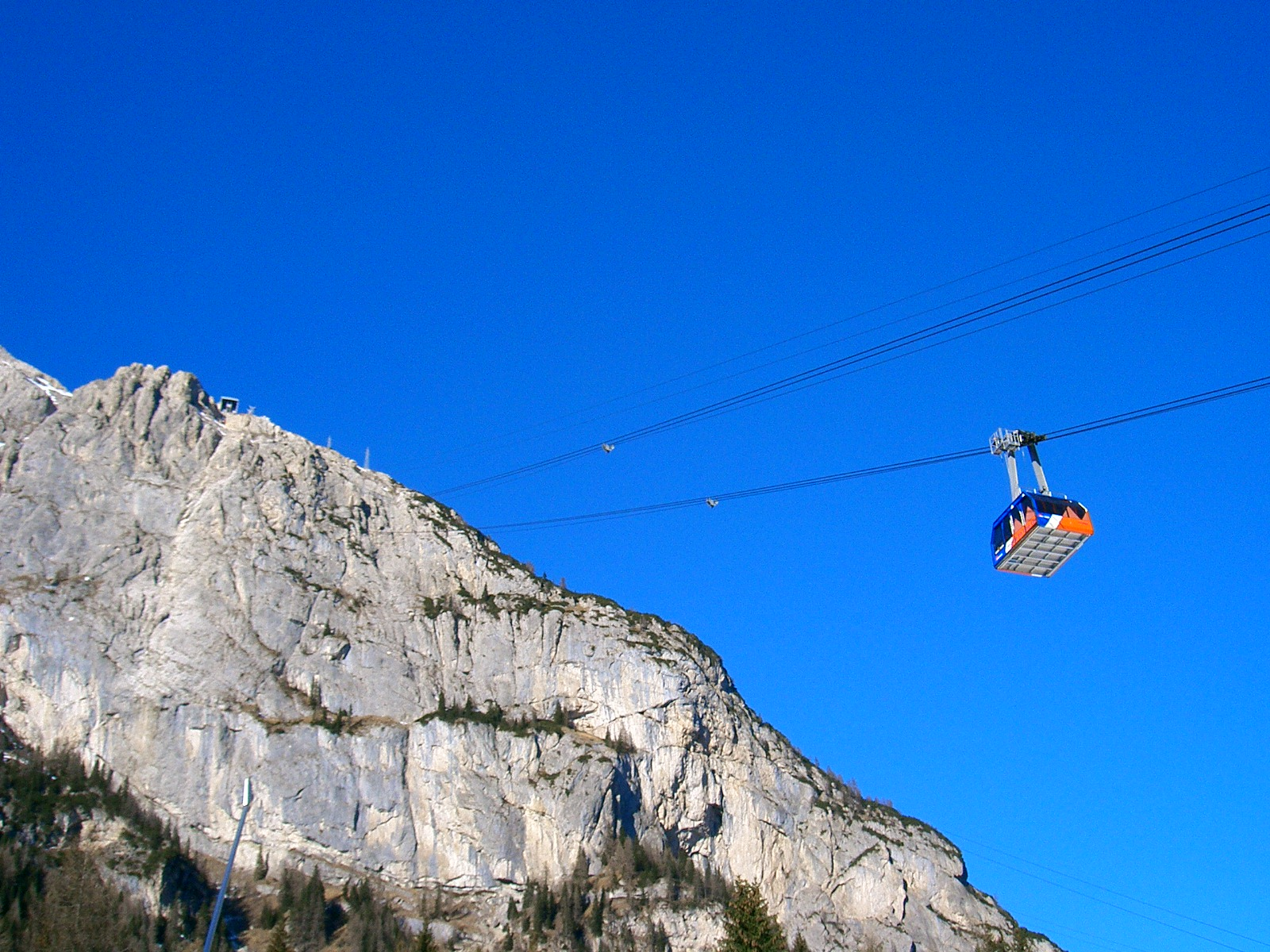
Seilbahn auf die Marmolata
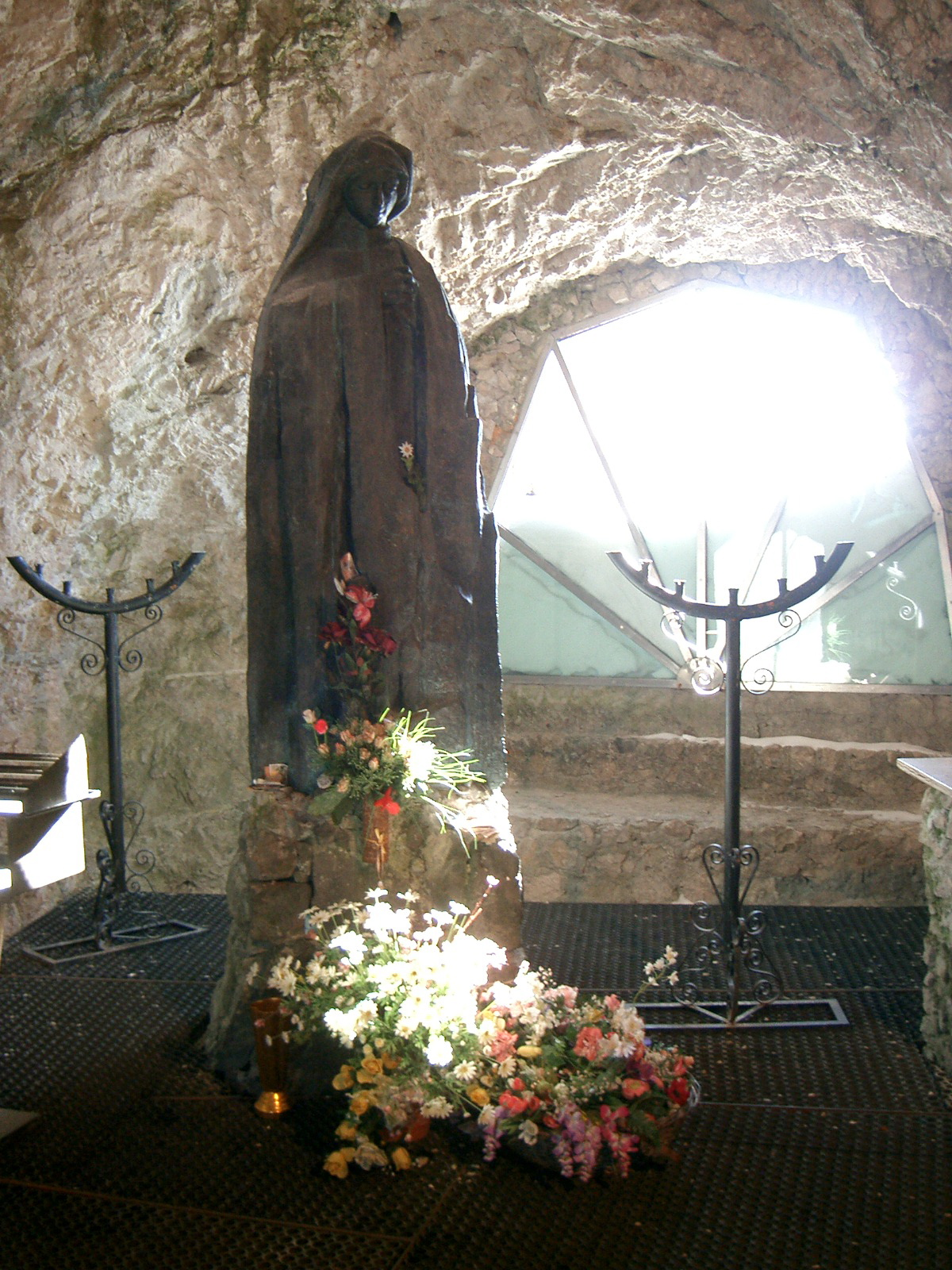
Bergkapelle auf der Marmolata
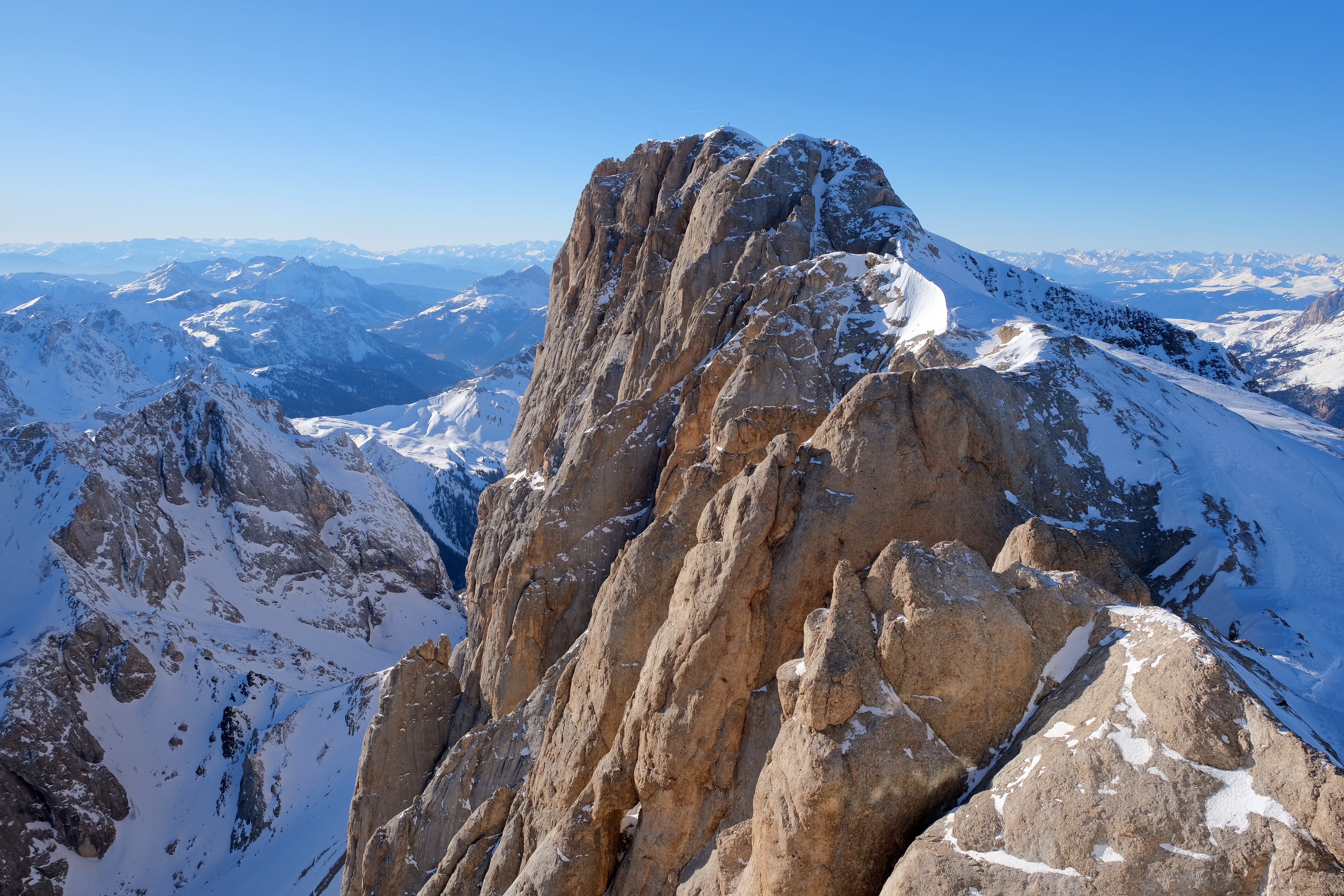
Punta Penia
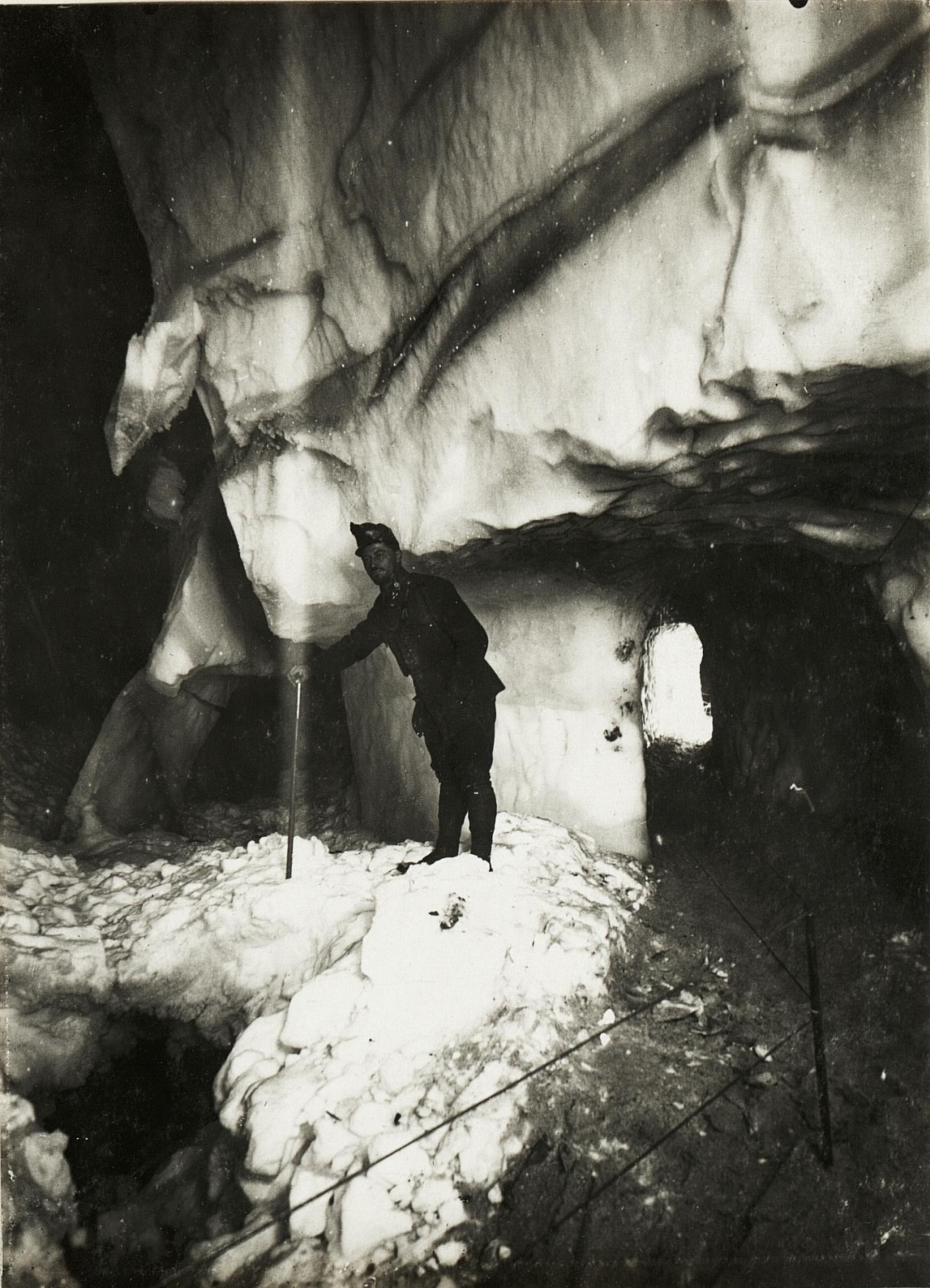
Gletscherstollen in der Eisstadt
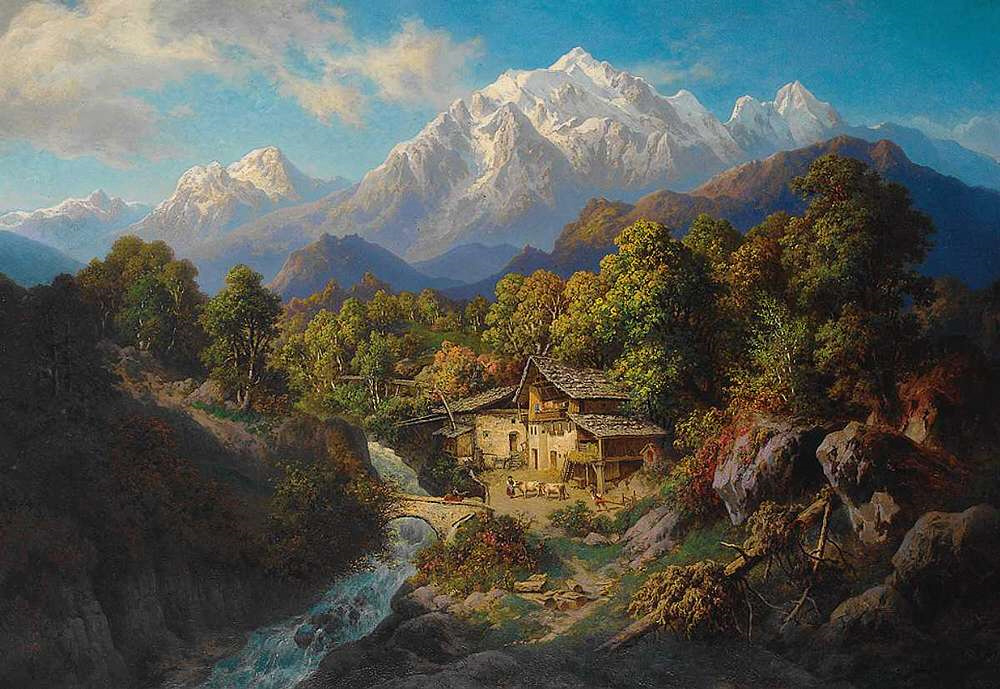
Die Marmolata in der Kunst